# Schloss Charlottenborg

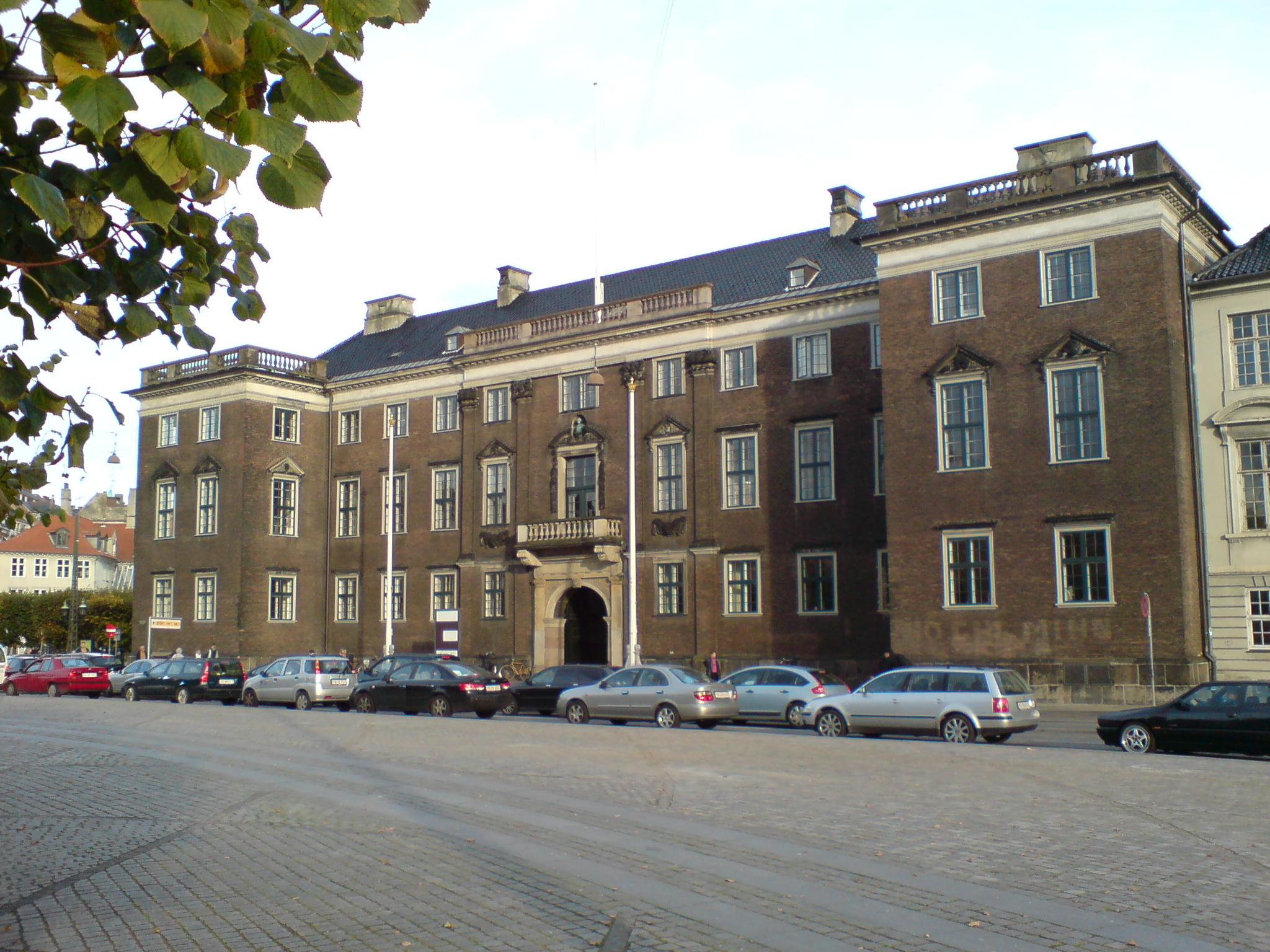
Schloss Charlottenborg, Blick vom Kongens Nytorv zur Eingangsfront

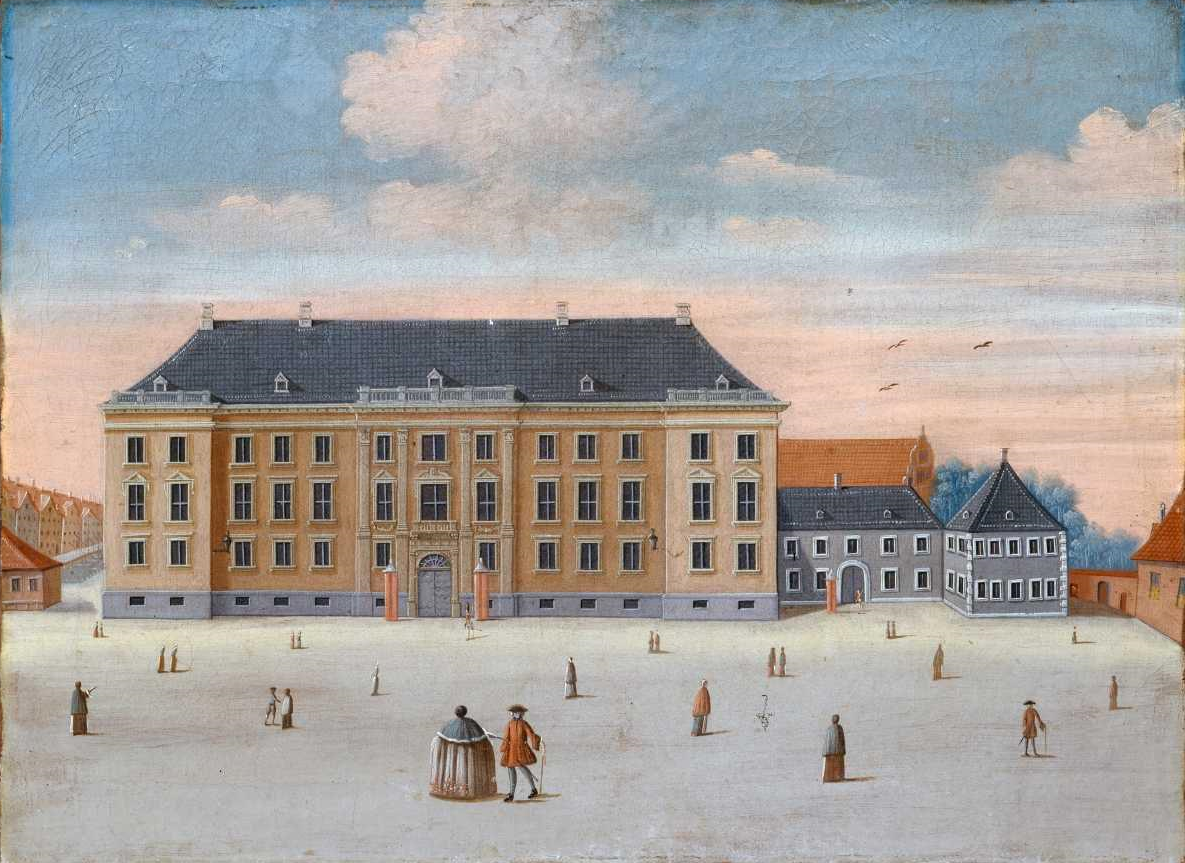
Schloss Charlottenborg, um 1748

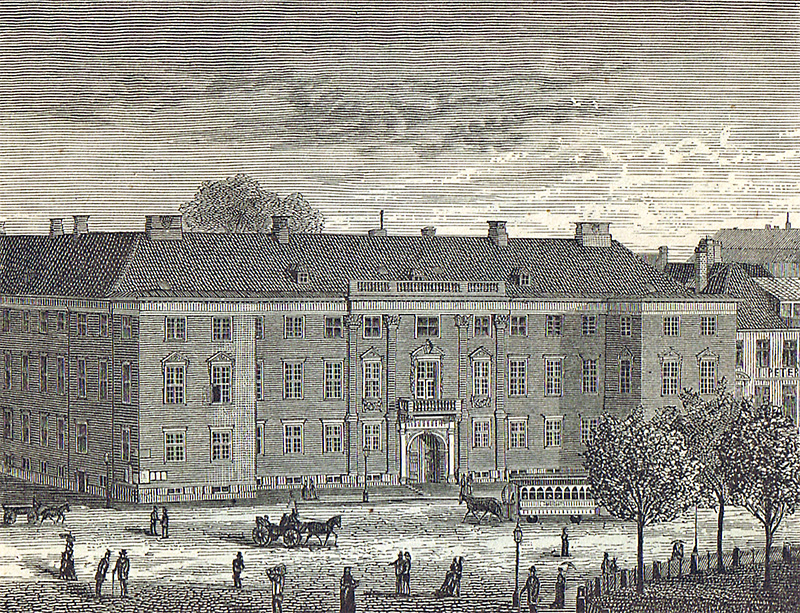
Stich des Schlosses, Ansicht um 1875

Das Schloss Charlottenborg (dänisch Charlottenborg Slot) in Kopenhagen war eine Nebenresidenz des dänischen Königshauses. Das Gebäude in der Innenstadt von Kopenhagen beherbergt heute die Kunsthalle Charlottenborg und ist der Sitz der Königlich Dänischen Kunstakademie.

## Geschichte

### 17. und 18. Jahrhundert
Das Grundstück war ein Geschenk von König Christian IV. an seine Mätresse Wiebke Kruse, die hier einen Lust- und Küchengarten anlegen ließ. Das Grundstück ging nach ihrem Tod an den gemeinsamen Sohn Ulrik Christian Gyldenløve. Er starb bereits 1658 im Alter von 28 Jahren, und nächster Besitzer des Grundes wurde Ulrik Frederik Gyldenløve, ein unehelicher Sohn von König Friedrich III. Ulrik Frederik war somit der Halbbruder des Kronprinzen und späteren Königs Christian V. Von ihm erhielt er die Erlaubnis, sich eine angemessene Residenz zu errichten.
Christian V. wünschte eine Erweiterung der noch immer mittelalterlich geprägten Stadt und plante in diesem Zusammenhang den Kongens Nytorv, einen öffentlichen Platz, der von herrschaftlichen Gebäuden gesäumt sein sollte. Das Schloss wurde von 1672 bis 1683 nach Plänen des Architekten Hans van Steenwinckel errichtet und zunächst als Gyldenløves Palais bezeichnet. Es war das erste feste Gebäude am Kongens Nytorv.
Nach dem Tode König Christian V. wurde das Schloss 1699 von seiner Witwe Charlotte Amalie von Hessen-Kassel (1650–1714) gekauft, um es als Witwensitz zu nutzen. Das Gebäude wurde ausgebaut und schließlich nach ihr Charlottenborg benannt. Charlotte Amalie lebte hier bis zu ihrem Tod.
1754 wurde die Anlage der Königlich Dänischen Kunstakademie übereignet, welche bis heute ihren Sitz im Schloss hat.

### Gegenwart
Die Kunsthalle Charlottenborg ist regelmäßiger Veranstaltungsort großer Ausstellungen. 2007 wurde das Schloss restauriert, die Wiedereröffnung der Ausstellungsräume erfolgte im Januar 2008.

## Architektur und Garten
Ausführender Architekt war der Niederländer Ewert Jansen. Das aus braunem Backstein errichtete Stadtschloss ist eine vierflügelige Anlage um einen geschlossenen Hof. Jansen führte den dreistöckigen Bau im Stile des schlichten niederländischen Barock als großes Stadtpalais aus. Die mit Pilastern geschmückte Eingangsfront liegt direkt am Kongens Nytorv, der Nordflügel am Nyhavn. Die rückwärtige Fassade lag einst zu den umfangreichen Gartenanlagen, dieser so genannte Charlottenborg Have war der erste Barockgarten Kopenhagens.
Der Garten des Schlosses wurde im 19. Jahrhundert in den Botanischen Garten der Stadt integriert, von diesem sind heute jedoch kaum noch Spuren zu finden. Bis zum Ende des 19. Jahrhunderts wurde die Fläche hinter dem Schloss fortschreitend bebaut und der Botanische Garten nach dem Abbruch der Kopenhagener Wallanlagen am Schloss Rosenborg neu errichtet.